# سیاه پیران کسمایی
سیاه پیران کسمایی، روستایی از توابع بخش مرکزی شهرستان فومن در استان گیلان ایران است.این روستا در جریان جنگ تحمیلی دارای  سه شهید است ،شغل اکثریت ساکنین کشاورزی و دام پروری میباشد .روستای سه پیران کسمایی دارای یک مسجد و بقعه متبرکه اقا پیرسرا میباشد

## جمعیت
این روستا در دهستان لولمان قرار دارد و براساس سرشماری مرکز آمار ایران در سال ۱۳۸۵، جمعیت آن ۲۱۲ نفر (۶۱خانوار) بوده‌است.